# Tetraria fimbriolata
Tetraria fimbriolata là loài thực vật có hoa trong họ Cói. Loài này được (Nees) C.B.Clarke miêu tả khoa học đầu tiên năm 1894.